# Hermann Oberth
Hermann Oberth (Hermannstadt, 25 juni 1894 – Neurenberg, 29 december 1989) was een Duitse natuurkundige en raketpionier. Hij deelt, samen met Konstantin Tsiolkovski en Robert Goddard, de titel "Vader van de ruimtevaart".

## Voor WO II

### Jeugd
Oberth werd op 25 juni 1894 geboren in het toenmalige Hermannstadt, tegenwoordig onderdeel van Roemenië (Transsylvanië). Zijn vader was een welvarend arts. Toen hij op jonge leeftijd roodvonk kreeg, stuurde zijn familie hem naar Italië om aan te sterken. Op 11-jarige leeftijd gaf zijn moeder hem twee boeken van Jules Verne, Van de aarde naar de maan en De reis om de maan. Oberth raakte gefascineerd door de boeken en ontwierp drie jaar later, op 14-jarige leeftijd, zijn eerste raket. Hij zag de technische haalbaarheid van vloeibare brandstofraketten in; zo'n raket zou zich voortbewegen door uitstoot van uitlaatgassen.
In 1912 begon de 18-jarige Oberth zijn studie aan de Universiteit van München. Het uitbreken van de Eerste Wereldoorlog gooide echter roet in het eten. Oberth werd ingedeeld bij een medische eenheid te velde in het Oostenrijks-Hongaars leger. Hij kwam er niet zonder kleerscheuren af en raakte gewond. De jonge Hermann ging bij zichzelf te rade en concludeerde, dat zijn roeping niet in de medische sector lag.
Hij pakte zijn studie weer op, ditmaal natuurkunde. In  die tijd deed niemand onderzoek naar aantrekkingskracht en de mogelijkheden van vloeibare raketbrandstof. Oberth vergaarde zijn kennis door eigenhandig proeven te doen op wiskundig en natuurkundig gebied. Hij voerde experimenten uit die gewichtloosheid simuleerden en ontwierp in 1917 een langeafstandsraket op vloeibare brandstof. Het Ministerie van Oorlog toonde hiervoor echter geen interesse.
Op 6 juli 1918 trad hij in het huwelijk met Mathilde Hummel, met wie hij vier kinderen kreeg. De Tweede Wereldoorlog ging niet aan het paar voorbij; twee kinderen verloren het leven.

### Interbellum

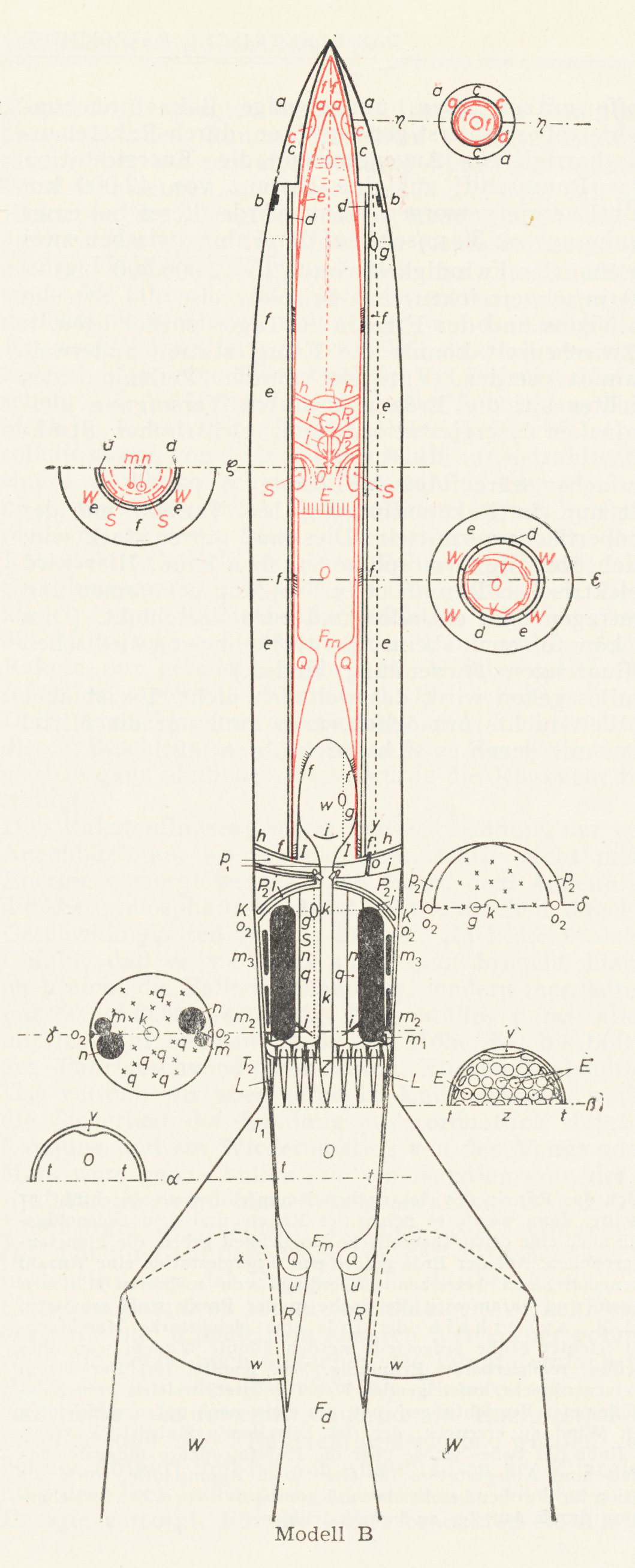
Een van Oberths ontwerpen, Modell B, een tweetraps raket

Oberth realiseerde zich de voordelen van de meertrapsraket en schreef: "...Als een kleine raket boven op een grote wordt geplaatst en de grote wordt afgeworpen en de kleine ontstoken, worden hun snelheden bij elkaar opgeteld...". Tot 1922 was Oberth onbekend met het werk van Goddard in de VS en pas in 1925 kwam hij in aanraking met dat van Tsiolkovski. Hij voerde met beiden correspondentie en erkende dat zij eerder waren met het opstellen van hun formules.
Oberth deed onderzoek met vooraanstaande wetenschappers en publiceerde zijn proefschrift in 1922, maar dat werd afgewezen. Hij liet zich hierdoor niet uit het veld slaan en een jaar later zag het eerste concept van Die Rakete zu den Planetenräumen het levenslicht. Een uitgebreidere versie van 429 pagina's verscheen in 1929. Oberth leverde het wiskundige bewijs, dat een raket de ontsnappingssnelheid kon bereiken. Bovendien besprak hij de theorie, dat een raket in een vacuüm kon functioneren en sneller dan zijn eigen uitlaatgassen kon vliegen. Tevens stipte hij de gevolgen van ruimtereizen op het menselijk lichaam aan en ging in op de mogelijkheid om satellieten in een baan om de Aarde te brengen. Het boek leverde hem wijdverbreid erkenning op en vormde een inspiratiebron voor een groepje Duitse raketpioniers. Een enthousiaste jongeman, Wernher von Braun, legde zich toe op natuur- en wiskunde om Oberths vergelijkingen beter te kunnen begrijpen.
In 1929 verscheen Wege zur Raumschiffahrt, een boek waarin Oberth de ontwikkeling van de ionenmotor voorzag. Het leverde hem de Robert Esnault-Pelterie-André Hirsch Prijs op. Met de 10.000 franks financierde hij zijn onderzoek naar raketmotoren op vloeibare brandstof. Hij werd lid van de VfR (Verein fur Raumschiffahrt), die hem al spoedig tot president verkoos. Hij fungeerde als mentor voor de jonge Von Braun.
In 1931 accepteerde hij een docentschap in Roemenië en in 1931 verkreeg hij octrooi op een vloeibare brandstofraket, waarna hij terugkeerde naar Duitsland. Op 7 mei 1931 lanceerde hij in de omgeving van Berlijn zijn eerste vloeibare brandstofraket. In 1938 trad Oberth toe tot de faculteit van de Technische Universiteit in Wenen, vervolgens verkaste hij naar het Technisch College te Dresden.

## WO II en later

### Nazitijd
In 1940 werd hij Duits staatsburger en de nazi's wisten zijn kwaliteiten op waarde te schatten. Een jaar later plaatsten die hem over naar het raketonderzoekscentrum nabij Peenemünde, waar hij met Von Braun aan de V2 werkte. De geallieerden dreven het naziregime steeds verder in het nauw en Oberth werkte in Wittenberg aan vaste brandstofraketten voor de luchtverdediging. Na de ineenstorting van het regime en het begin van de Koude Oorlog vluchtte hij naar Feucht. In 1948 was hij als onafhankelijk raketadviseur werkzaam in Zwitserland; in 1950 hield hij zich bezig met vaste brandstof luchtdoelraketten in Italië, waarna hij in 1953 naar Feucht terugkeerde voor de publicatie van zijn nieuwe boek Menschen im Weltraum. Hij etaleerde vooruitstrevende ideeën aangaande ruimtepakken, elektrisch voortgedreven ruimteschepen en ruimtestations.

### Na de oorlog
Zijn oude leerling Von Braun haalde hem in 1955 over om nogmaals samen te werken in de VS, waar Von Braun en vele andere Duitse raketgeleerden hun toevlucht zochten in het kader van Operatie Paperclip. Ditmaal toetste hij plannen voor nieuwe raketten op haalbaarheid. In november 1958 nam hij ontslag en keerde opnieuw naar Feucht in Duitsland terug. Hier trad hij als technisch adviseur in dienst bij Convair en assisteerde bij de ontwikkeling van de Atlas draagraket.
In 1962 ging hij met pensioen. Na zijn pensionering hield hij zich nog bezig met theoretische studies naar raketten. Hij bracht enige boeken met een meer filosofische benadering uit: Matter and Life (Stof und Leben, (1959)), Catechism of the Uranics en Primer For Those Who Would Govern (1984). In Stof und Leben betoogt Oberth onder meer, dat materialisme, de filosofie waarop het communisme zich baseert, niet deugt. Verder stelt hij dat de rede de ziel niet kan verklaren.

## Overlijden
Hermann Oberth overleed op 29 december 1989 op 95-jarige leeftijd in Neurenberg. Als enige van de "Grote Drie" (Tsiolkovski, Goddard en Oberth) zag hij zijn dromen nog tijdens zijn leven verwezenlijkt worden. Zijn grafschrift vermeldt een citaat uit de Bijbel: "Gezegend zijn degenen die hongeren en dorsten naar rechtvaardigheid". In Feucht bevindt zich thans het Hermann Oberth Raumfahrt Museum. Voor zijn vele wetenschappelijke verdiensten zijn de Oberthkrater op de maan en planetoïde 9253 Oberth naar hem vernoemd.